# Dietmar Seyferth
Dietmar Seyferth (Chemnitz, 11 gennaio 1929 – Lexington (Massachusetts), 6 giugno 2020) è stato un chimico tedesco naturalizzato statunitense, noto per i suoi studi sulla chimica metallorganica e per aver fondato la rivista accademica Organometallics.

## Biografia
Seyferth nacque a Chemnitz, in Sassonia. Nel 1933 emigrò con la famiglia negli Stati Uniti, dove si laureò con lode nel 1951 all'Università di Buffalo. Ottenne quindi il dottorato all'Università di Harvard nel 1955 con una tesi sulla chimica dei gruppi principali sotto la guida di Eugene G. Rochow. Nel periodo 1954/55 lavorò presso l'Università tecnica di Monaco con Ernst Otto Fischer. Dopo un breve periodo come ricercatore chimico presso il produttore di silicone Dow Corning, nel 1957 entrò al Massachusetts Institute of Technology (MIT), dove compì tutta la sua carriera accademica, diventando assistente nel 1959, professore associato nel 1962 e professore nel 1965. Nel 1999 andò in pensione diventando professore emerito, ma continuò per molti anni la sua attività di ricerca e insegnamento al MIT. Seyferth morì nel 2020 per complicazioni dovute all'epidemia di COVID-19. Il suo nome è ricordato nella omologazione di Seyferth-Gilbert.

## Contributi
Seyferth si è occupato di composti organometallici, in particolare contenenti litio, fosforo, mercurio, silicio, zolfo, cobalto e ferro. Le sue ricerche sono documentate da più di 500 pubblicazioni. Nel 1982 fondò la rivista accademica Organometallics, e la diresse fino al 2010.

## Riconoscimenti
Tra i principali riconoscimenti ottenuti:
- 1977 membro della Accademia Cesarea Leopoldina
- 1995 membro della American Academy of Arts and Sciences
- 2001 membro della Accademia nazionale delle scienze (Stati Uniti d'America)